# Adrien Dixon
Adrien Dixon (* 1988 in Sydney, Nova Scotia) ist ein kanadischer Schauspieler.

## Leben
Dixon sammelte erste schauspielerische Erfahrungen 1996 in jeweils einer Episode der Fernsehserien The Bill und London’s Burning. Von 1999 bis 2000 verkörperte er die Rolle des Jimmy in der Fernsehserie Pit Pony. Er übernahm Rollen in den kanadischen Fernsehfilmen Blessed Stranger: After Flight 111, Homeless to Harvard: The Liz Murray Story oder Lava – Die Erde verglüht. 2012 hatte er eine Nebenrolle im Spielfilm Moving Day und eine Episodenrolle in der Fernsehserie Haven.

## Filmografie
- 1996: The Bill (Fernsehserie, Episode 12x33)
- 1996: London’s Burning (Fernsehserie, Episode 9x11)
- 1999: New Waterford Girl
- 1999–2000: Pit Pony (Fernsehserie, 13 Episoden)
- 2000: Blessed Stranger: After Flight 111 (Fernsehfilm)
- 2003: Homeless to Harvard: The Liz Murray Story (Fernsehfilm)
- 2003: Love That Boy
- 2003: Shattered City: The Halifax Explosion (Fernsehserie, 2 Episoden)
- 2005: Bueno Malo
- 2008: Lava – Die Erde verglüht (Lava Storm) (Fernsehfilm)
- 2012: Moving Day
- 2012: Haven (Fernsehserie, Episode 3x01)